# Занятие Ираном островов Абу-Муса, Большой и Малый Томб (1971)
Занятие Ираном островов Абу-Муса, Большой и Малый Томб имперским военно-морским флотом Ирана произошло 30 ноября 1971 года, вскоре после вывода британских войск с этих территорий, расположенных в Ормузском проливе между Персидским и Оманским заливами. Правительство Ирана заявляло о своём суверенитете над обеими группами островов, тогда как эмират Рас-эль-Хайма претендовал на Большой и Малый Томб, а эмират Шарджа — на Абу-Мусу.
После захвата островов Абу-Муса, Большой и Малый Томб Ираном в 1971 году эмираты Шарджа и Рас-эль-Хайма присоединились к вновь образованным Объединённым Арабским Эмиратам (ОАЭ) – 2 декабря 1971 года и 10 февраля 1972 года соответственно. Это привело к тому, что ОАЭ унаследовали территориальный спор с Ираном из-за данных островов. По состоянию на 2025 год острова остаются предметом спора между ОАЭ и Исламской Республикой Иран.
Иран продолжает удерживать контроль над островами Абу-Муса, Большой и Малый Томб с момента их оккупации в 1971 году. Со своей стороны, Объединённые Арабские Эмираты не признают иранский суверенитет над этими территориями и предпринимают последовательные дипломатические усилия для разрешения спора. ОАЭ неоднократно обращались в международные организации, включая ООН и Совет сотрудничества арабских государств Персидского залива, стремясь восстановить свои права на острова.

## Предыстория
Три острова в Персидском заливе исторически входили в состав персидских государств, начиная с эпохи Ахеменидов (более 2500 лет назад). Согласно исследованиям иранолога Пируза Моджтахедзаде, с 1330 года острова Томб находились под контролем королевства Ормуз, пока в 1507 году не были захвачены Португалией. Португальская оккупация продолжалась до 1622 года, когда шах Аббас I восстановил персидский контроль над территориями.
С 1622 года острова оставались под властью персидских династий вплоть до 7 июня 1921 года, когда британские силы оккупировали их и передали под административное управление эмирата Шарджа. Этот шаг не сопровождался официальным отказом Персии от суверенитета, что впоследствии стало одним из ключевых аргументов Ирана в территориальном споре.
29 ноября 1971 года, незадолго до окончания британского протектората и образования ОАЭ, Иран и правитель Шарджи подписали меморандум о взаимопонимании по острову Абу-Муса. Согласно документу, Шарджа сохраняла местный полицейский участок, а Иран получал право разместить войска в определённых зонах. Обе стороны должны были сохранять юрисдикцию в своих секторах, а их флаги продолжали развеваться над островом. Соглашение также предусматривало равное распределение доходов от нефтедобычи.
В тот же день Иран восстановил контроль над островами Большой и Малый Томб. Однако уже 30 ноября 1971 года, через сутки после подписания соглашения, иранские силы заняли весь остров Абу-Муса, нарушив условия меморандума. Источники указывают, что правитель Шарджи оказался в безвыходном положении — он мог либо подписать соглашение, формально сохранив часть суверенитета, либо полностью потерять контроль над территорией.

## Операция
На рассвете 29 ноября 1971 года вертолёты кружили над Абу-Мусой, разбрасывая листовки на персидском языке, в которых содержался призыв к сдаче для местных жителей, преимущественно фермеров и рыбаков. В тот же день иранские военные корабли подошли к острову, создав демонстрацию военной мощи. Жители, не имевшие возможности оказать сопротивление, оказались перед фактом неминуемого захвата. Иранские войска высадились на острове, установив контроль над ключевыми точками, что формально нарушало ранее достигнутые договорённости с правителем Шарджи.
В 17:30 29 ноября 1971 года отряд иранской армии при поддержке Имперского иранского флота вторгся на острова Малый и Большой Томб. Правитель Рас-эль-Хаймы шейх Сакр ибн Мухаммад аль-Касими, не имевший соглашения с Ираном, оказал сопротивление оккупации.[8] На Большом Томбе иранские военные потребовали от шести находившихся там полицейских спустить флаг. Старший полицейский Салем Сухаил бин Хамис отказался выполнить приказ и был застрелен.[9] В последовавшей перестрелке погибли четыре полицейских из Рас-эль-Хаймы и трое иранских солдат.
Иранские войска разрушили полицейский участок, школу и несколько жилых домов, после чего принудительно эвакуировали местное население. Тела погибших были похоронены на острове, а оставшихся жителей посадили на рыбацкие лодки и отправили в Рас-эль-Хайму. Военно-морские силы Ирана захватили острова, преодолев лишь слабое сопротивление немногочисленных арабских полицейских. По данным на 1971 год, население Большого Томба составляло 150 человек. Историк Ричард Н. Шофилд отмечает расхождения в источниках: одни утверждают о депортации 120 арабских жителей, тогда как другие свидетельствуют, что остров к моменту вторжения уже был необитаем.
30 ноября 1971 года иранские военные под командованием адмирала военно-морских сил высадились на Абу-Мусе для занятия территории, обозначенной в меморандуме с Шарджой. Их встретил заместитель правителя Шарджи с небольшим сопровождением.
В этот же день иранский премьер-министр сделал официальное заявление, объявив о восстановлении контроля над островами Большой и Малый Томб и части Абу-Мусы. Он подчеркнул, что иранский флаг был водружён на вершине горы Хайфа (высшей точке Абу-Мусы) в знак восстановления суверенитета после многолетних переговоров с британскими властями. В своём заявлении премьер-министр особо отметил, что Иран не признаёт разделения суверенитета над Абу-Мусой, а присутствие местных чиновников Шарджи на части острова противоречит принципу полного иранского контроля над всей территорией. Это заявление фактически ставило под сомнение положения ранее подписанного меморандума о взаимопонимании.

## Потери
Согласно официальным иранским данным, в ходе операции на островах погибли трое военнослужащих Ирана и один получил ранения. Иранская сторона заявила о ликвидации четырёх полицейских и ранении ещё пяти человек.
В свою очередь, власти ОАЭ подтвердили гибель одного полицейского, подчеркнув, что он погиб, защищая территориальную целостность эмирата. Расхождения в данных о потерях могут объясняться различиями в методологии подсчёта или политической позицией сторон конфликта.

## Последствия
Иран оправдывал аннексию островов историческими правами, утверждая, что они входили в состав Персидской империи с VI века до н.э. В ответ ОАЭ настаивали на арабском суверенитете над территориями с VII века н.э., подчёркивая непрерывность контроля со времён раннего исламского периода. Историографический спор осложняется отсутствием документальных свидетельств о статусе островов в доколониальную эпоху. Наиболее ранний сохранившийся источник – португальские хроники 1518 года – фиксирует арабское население и управление на островах, что ставит под сомнение иранские претензии на исключительный исторический контроль.
До иранской оккупации 1971 года острова Большой и Малый Томб находились под управлением эмирата Шарджа. Однако пассивная позиция правительства Шарджи, фактически согласившегося с захватом территорий, вызвала резкое недовольство среди местного населения. В 1972 году это вылилось в попытку государственного переворота, организованного диссидентскими силами. В ходе этих событий был убит правящий эмир Халид III бин Мухаммад аль-Касими. Политический кризис продемонстрировал глубину общественного протеста против утраты островов и методов правящей семьи в решении территориального вопроса.
В последующие десятилетия территориальный спор оставался постоянным источником напряжённости в отношениях между ОАЭ и Ираном. Попытка двусторонних переговоров в 1992 году завершилась безрезультатно. ОАЭ предпринимали попытки передать вопрос на рассмотрение Международного суда ООН, однако Иран категорически отверг такую возможность.
Иранская позиция основывается на утверждении о непрерывности своего суверенитета над островами, подчёркивая, что страна никогда официально не отказывалась от прав на них. В ответ ОАЭ апеллируют к историческому контролю шейхов Касими в XIX веке, права на которые, по их мнению, перешли к федерации в 1971 году.
Иран оспаривает этот аргумент, заявляя, что в соответствующий период правители Касими находились под персидской юрисдикцией, поскольку их владения располагались на иранском, а не арабском побережье.
В 1980 году ОАЭ официально обратились с иском в ООН по вопросу о спорных островах. Однако Совет Безопасности ООН отложил рассмотрение дела, и вопрос так и не был возвращён в повестку дня.
Томас Маттэр, исполнительный директор Совета по политике Ближнего Востока (MEPC), отмечает, что последовательный отказ Ирана от любых форм посредничества или международного арбитража, включая рассмотрение спора в Международном суде ООН, представляет собой нарушение статьи 33 Устава ООН, обязывающей стороны искать мирные средства разрешения конфликтов.

## Заявления ССАГПЗ, ЕС, Китая и России
В 2023 году Россия официально поддержала позицию Совета сотрудничества арабских государств Персидского залива (ССАГПЗ) по вопросу принадлежности трёх островов (Абу-Муса, Большой Томб и Малый Томб), фактически выступив на стороне ОАЭ. Китай также косвенно поддержал претензии ОАЭ, что было отражено в ряде дипломатических заявлений.
Внутри Ирана на фоне экономического кризиса, включая проблемы с пенсионным фондом, прозвучало радикальное предложение от одного из депутатов о возможной продаже некоторых островов для решения финансовых трудностей.
На острове Абу-Муса сохраняется двойственное положение: ОАЭ поддерживают там полицейское присутствие, в то время как Иран содержит военную базу, что создаёт постоянный источник напряжённости.
В декабре 2023 года иранские власти демонстративно вызвали временного поверенного России, обвинив Москву в "предательстве" за поддержку территориальных претензий ОАЭ на трёхостровный архипелаг. Этот шаг обозначил кризис в ирано-российских отношениях.
Летом 2024 года китайский МИД подтвердил неизменность своей проарабской позиции, несмотря на давление Тегерана. В ответ иранская газета «Islamic Republic» призвала к симметричным мерам – официальному признанию независимости Тайваня.
Осенью 2024 года совместный саммит ССАГПЗ и ЕС принял резолюцию с прямым требованием к Ирану прекратить "оккупацию" и вернуть острова ОАЭ. Весной 2025 года Лига арабских государств единогласно поддержала эту позицию, усиливая международную изоляцию Ирана по данному вопросу.